# Modernidade líquida
A modernidade tardia (ou modernidade líquida ) é a caracterização das sociedades globais altamente desenvolvidas de hoje como a continuação (ou desenvolvimento ) da modernidade, e não como um elemento da era seguinte conhecida como pós -modernidade, ou pós-moderna.  Introduzida como modernidade "líquida" pelo sociólogo polonês Zygmunt Bauman, a modernidade tardia é marcada pelas economias capitalistas globais com sua crescente privatização de serviços e pela revolução da informação. 

## Contra a pós-modernidade
Teóricos sociais e sociólogos como Scott Lash, Ulrich Beck, Zygmunt Bauman e Anthony Giddens sustentam (contra os pós- modernistas ) que a modernização continua na era contemporânea, que é, portanto, melhor concebida como um estado radical da modernidade tardia.  Sobre as mudanças tecnológicas e sociais desde a década de 1960, o conceito de "modernidade tardia" propõe que as sociedades contemporâneas são uma clara continuação das transições institucionais modernas e dos desenvolvimentos culturais. Tais autores falam de uma modernização reflexiva como ordem pós-tradicional que impacta a vida social cotidiana e as atividades pessoais.  A modernidade agora tende a ser auto-referente, em vez de ser definida em grande parte em oposição ao tradicionalismo, como na modernidade clássica.
Giddens não contesta que mudanças importantes ocorreram desde a "alta" modernidade, mas argumenta que não abandonamos verdadeiramente a modernidade. Em vez disso, a modernidade da sociedade contemporânea é uma modernidade desenvolvida, radicalizada, "tardia" — mas ainda modernidade, não pós-modernidade. Nessa perspectiva, o pós-modernismo aparece apenas como uma versão hipertecnológica da modernidade. 

## Assuntos
O sujeito é construído na modernidade tardia contra o pano de fundo de um mundo fragmentado de identidades concorrentes e contrastantes  e culturas de estilo de vida.  A matriz de enquadramento da personalidade da modernidade tardia é a forma ambígua com que as relações sociais fluidas da modernidade tardia incidem sobre o indivíduo, produzindo um self reflexivo e múltiplo.  A questão do eu, argumenta Mandalios (1999), sempre se cruza com o Outro ou não-eu (por exemplo, estranho, forasteiro ou oposto) que significa a singularidade particular ou aspecto central do eu; enquanto o eu realiza esse mesmo processo com seu outro como foi originalmente elaborado pelo filósofo alemão (quase-panteísta) Georg Hegel. Estendendo-se para além da modernidade, a complexidade do entrelaçamento entre identidade e diferença (mesmo-outro) remonta a Platão, de acordo com Hegel, e a polis grega argumenta Mandalios (ver Civilization and the Human Subject, 1999).

## Características
Zygmunt Bauman, que introduziu a ideia de modernidade líquida, escreveu que suas características são sobre o indivíduo, ou seja, sentimentos crescentes de incerteza e a privatização da ambivalência. É uma espécie de continuação caótica da modernidade, onde uma pessoa pode mudar de uma posição social para outra de maneira fluida. O nomadismo torna-se um traço geral da pessoa "moderna líquida" à medida que ela flui por sua própria vida como um turista, mudando de lugar, emprego, cônjuge, valores e, às vezes, mais — como orientação política ou sexual — excluindo-se das redes tradicionais de apoio, ao mesmo tempo que se libertam das restrições ou exigências que essas redes impõem.

Bauman enfatizou o novo fardo de responsabilidade que o modernismo fluido colocou no indivíduo — os padrões tradicionais seriam substituídos por outros auto-escolhidos.  A entrada na sociedade globalizada era aberta a qualquer pessoa com posição própria e capacidade de financiá-la, de forma semelhante à recepção de viajantes no antiquado caravançará.  O resultado é uma mentalidade normativa com ênfase na mudança e não na permanência — no compromisso provisório em vez do permanente (ou "sólido") — que (o novo estilo) pode levar uma pessoa a uma prisão de sua própria existência existencial. criação. [10]